# Oqaban Hindukush
Der Oqaban Hindukush Football Club ist eine Fußballmannschaft aus Afghanistan. Der Verein spielt in der Afghan Premier League. Sie wurde im August 2012 für die Afghan Premier League gegründet, und die Spieler wurden in der Castingshow Maidan e Sabz gefunden. Die Fußballmannschaft repräsentiert die zentrale Region Afghanistans in der APL.